# Rhoadsiinae
Rhoadsiinae è una sottofamiglia di pesci d'acqua dolce appartenente alla famiglia Characidae.

## Specie
Attualmente (2017) il genere comprende 8 specie, raggruppate in 4 generi:
- Carlana eigenmanni
- Nematocharax costai
- Nematocharax venustus
- Parastremma album
- Parastremma pulchrum
- Parastremma sadina
- Rhoadsia altipinna
- Rhoadsia minor